# Nazionale femminile di pallacanestro di Panama
La nazionale femminile di pallacanestro panamense è la rappresentativa cestistica femminile di Panama ed è posta sotto l'egida della Federazione cestistica di Panama.

## Piazzamenti

### Campionati centramericani
- 1977 - 4º